# Bulevardul Cuza Vodă din Chișinău
Pentru alte utilizări ale numelui propriu Alexandru Ioan Cuza, cu varietatea Cuza Vodă, a se vedea paginile de Alexandru Ioan Cuza (dezambiguizare) și Cuza Vodă (dezambiguizare).
Bulevardul Cuza Vodă (între anii 1970-1991 str. Belski) se află în sectorul Botanica. Are o lungime egală cu 2,3 km și este cuprins între străzile Sarmizegetusa și Grenoble. În anii '70 ai secolului XX au fost construite pe această stradă primele blocuri de locuit din piatră. La intersecția cu bd. Dacia se află blocurile Facultății de Arhitectură și Urbanism și a Facultății de Construcții ale Universității Tehnice din Moldova.
Strada poartă numele lui Alexandru Ioan Cuza (1820-1873), domn al Moldovei din ianuarie 1859. La 31 august 2012, de ziua limbii române, la intersecția cu bd. Dacia a fost inaugurat bustul lui Cuza Vodă.